# Adolf von Miller

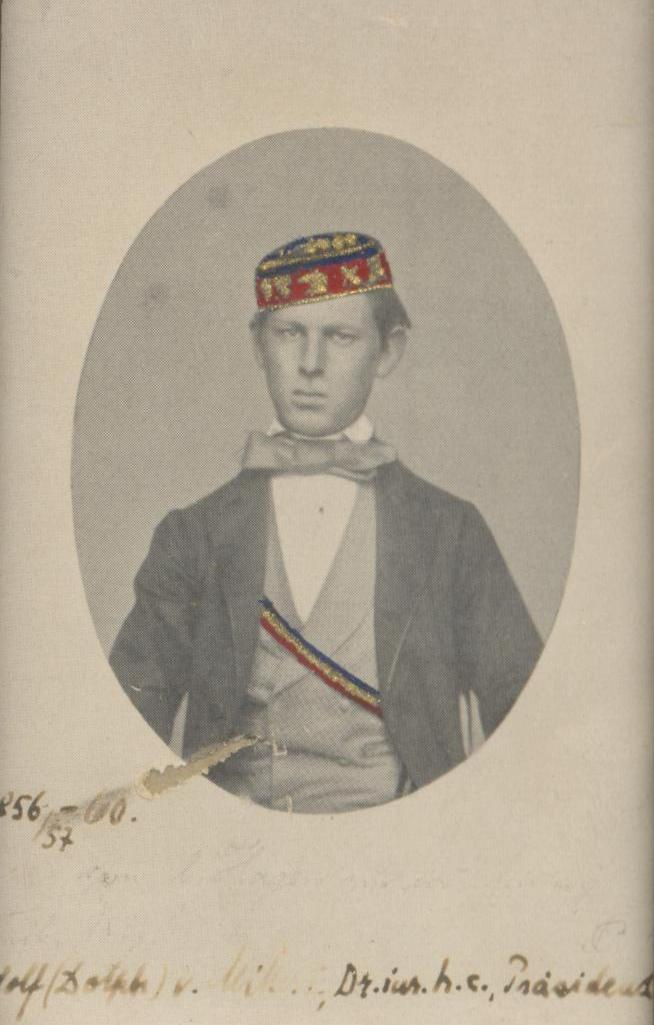
Miller als Schotte

Gustav Adolf Miller, ab 1897 von Miller, (* 3. Juli 1838 in Geislingen an der Steige; † 30. März 1913 in Stuttgart) war ein deutscher Jurist.

## Leben
Als Enkel des Theologen und Schriftstellers Johann Martin Miller stammte er aus einer Familie des Bildungsbürgertums. Er legte 1856 in Ulm sein Abitur ab. Hernach studierte Miller an der Eberhard Karls Universität Tübingen Rechtswissenschaften, wo er sich der Landsmannschaft Schottland anschloss. Nachdem er längere Zeit als Richter am Landgericht Rottweil amtierte, kam er 1890 als Oberlandesgerichtsrat nach Stuttgart. Im Sommer 1893 ist er von Kaiser Wilhelm II. zum Mitglied der Disziplinarkammer für Reichsbeamte in Stuttgart ernannt worden. 1894 wurde er stellvertretendes Mitglied des Kompetenzgerichtshofes, 1896 Mitglied des Verwaltungsgerichtshofs. Im Oktober 1899 erfolgte die Ernennung zum Senatspräsident des Oberlandesgerichts Stuttgart und im Juli 1902 wurde Miller schließlich zum Mitglied des Staatsgerichtshofes ernannt. Ferner war er langjähriges Mitglied der juristischen Prüfungskommission. Adolf von Miller fand seine letzte Ruhestätte auf dem Stuttgarter Pragfriedhof.

## Ehrungen und Auszeichnungen
- 1897 Ehrenkreuz des Ordens der Württembergischen Krone,[1] welches mit der Erhebung in den persönlichen Adel (Nobilitierung) verbunden war.
- 1899 Ehrendoktorwürde Dr. iur. h.c. der Juristischen Fakultät der Universität Tübingen
- 1906 Kommenturkreuz des Ordens der Württembergischen Krone[2]